# سلاح مضاد المادة
سلاح المادة المضادة هو جهاز ممكن نظريًا يستخدم المادة المضادة كمصدر طاقة أو دافع أو متفجر لسلاح. تعتبر أسلحة المادة المضادة حاليًا مكلفة للغاية ولا يمكن الاعتماد عليها لتكون قابلة للحياة في الحرب، حيث أن إنتاج المادة المضادة باهظ التكلفة (تقدر بنحو 6 مليارات دولار لكل 100 نانوجرام)، وكميات المادة المضادة المتولدة صغيرة جدًا، وتواجه التكنولوجيا الحالية صعوبة كبيرة في احتواء المادة المضادة، حيث ينتهي عند لمس مادة عادية.

## نبذة
الميزة الأساسية لمثل هذا السلاح النظري هي أن اصطدامات المادة والمادة المضادة تؤدي إلى إطلاق مجمل مكافئ طاقتها الكتلية كطاقة، وهو ما لا يقل عن أمرين من حيث الحجم أكبر من إطلاق الطاقة لأسلحة الاندماج الأكثر كفاءة 100٪ مقابل 0.4-1٪. تتطلب عملية الإبادة وتحول كتلًا متساوية تمامًا من المادة المضادة والمادة عن طريق الاصطدام الذي يطلق كامل طاقة الكتلة لكليهما، والتي تبلغ ~9×1310 جول لكل جرام واحد. باستخدام الاصطلاح القائل بأن 1 كيلو طن مكافئ من مادة تي إن تي = 4.184×1210 جول (أو تريليون سعر حراري من الطاقة)، فإن نصف جرام من المادة المضادة يتفاعل مع نصف جرام من المادة العادية (إجمالي جرام واحد) ينتج عنه 21.5 كيلو طن مكافئ من الطاقة (مثل القنبلة الذرية التي ألقيت على ناغازاكي عام 1945).

## التكلفة
اعتبارًا من عام 2004، قدرت تكلفة إنتاج المليون من الجرام من المادة المضادة بـ 60 مليار دولار أمريكي. على سبيل المقارنة تقدر تكلفة مشروع مانهاتن (لإنتاج القنبلة الذرية الأولى) بـ 23 مليار دولار أمريكي بأسعار عام 2007. على هذا النحو رفض العالم الفيزيائي «هوي تشين» من مختبر لورانس ليفرمور الوطني المخاوف بشأن قنابل المادة المضادة في عام 2008 ووصفها بأنها «غير واقعية».

## أسلحة محفزة بالمادة المضادة
يقترح الدفع النبضي النووي المحفز بالمادة المضادة استخدام المادة المضادة «كمحفز» لبدء تفجيرات نووية صغيرة حيث توفر الانفجارات الدفع لمركبة فضائية. يمكن استخدام نفس التكنولوجيا نظريًا لصنع أسلحة صغيرة جدًا وربما «خالية من الانشطار النووي» على سبيل المثال «سلاح نووي اندماجي صافي».